# Sanda (miasto)
Sanda (jap. 三田市 Sanda-shi) – miasto w Japonii, na wyspie Honsiu, w prefekturze Hyōgo.

## Położenie
Miasto położone jest w środkowej części prefektury Hyōgo, na północ od stolicy prefektury Kobe. Powierzchnia miasta stanowi 3,1% powierzchni prefektury. Miasto graniczy z:
- Kobe
- Katō
- Sasayama
- Miki
- Takarazuka

## Historia
Miasto otrzymało prawa miejskie 1 lipca 1958 roku.